# متفاوت (فیلم ۲۰۰۶)
متفاوت (به هندی: Alag) فیلمی است محصول سال ۲۰۰۶ و به کارگردانی آشو تریکا است. در این فیلم بازیگرانی همچون آکشی کاپور، دیا میرزا، شارات ساکسنا، ماکش تیواری، بینا بانرجی ایفای نقش کرده‌اند.